# Pasivitate (inginerie)

 Pasivitatea  este o proprietate a sistemelor tehnologice, utilizată într-o varietate de discipline de inginerie, dar cel mai frecvent întâlnită în electronica analogică și în sisteme de control. O componentă pasivă, în funcție de domeniul tehnic, poate să fie o componentă care consumă (dar nu produce) energie (pasivitate termodinamică), sau o componentă care este incapabilă de a avea  câștig de putere (pasivitate incrementală).
O componentă care nu este pasivă se numește componentă activă. Un circuit electronic  care constă în întregime din componente pasive se numește un circuit pasiv (și are aceleași proprietăți ca o componentă pasivă). Utilizarea în afara unui context clar și fără un calificativ a termenului pasiv, este ambiguă. De obicei, designerii analogici folosesc acest termen pentru a se referi la componente și sisteme pasive incremental, în timp ce inginerii de sisteme de control vor folosi aceastü expresie  pentru a face referire la lucruri care sunt   pasive d.p.d.v. termodinamic.

## Pasivitate termodinamică
În sisteme de control  și teoria rețelei de circuite, o componentă sau un circuit pasiv este unul care consumă energie, dar nu produce energie. În conformitate cu această metodologie, sursele de tensiune și  sursele de curent sunt considerate active, în timp ce rezistorii, condensatorii, bobinle, tranzistorii, diodele tunel, și alte componente disipative și neutre din punct energetic (ele singure, individual nu produc energie) sunt considerate pasive. Designerii de circuit se vor referi uneori la această clasă de componente ca fiind disipative, sau pasive termodinamic.

## Filtru pasiv
Un filtru pasiv este un tip de filtru electroniccare este alcătuit numai din componente pasive. În contrast cu un filtru activ, acesta nu necesită o sursă de alimentare externă.
Un filtru pasiv are mai multe avantaje față de filtrul activ:
- Stabilitate garantată
- Mai bine la scară pentru semnale mari (zeci de amperi, sute de volți), unde dispozitivele active sunt adesea nepractice.
- Nu este necesară nicio sursă de alimentare
- Adesea mai ieftin în modelele discrete (cu excepția cazului în care sunt necesare bobine mari).
- Pentru filtrele liniare, linearitate potențial mai mare în funcție de componentele necesare

Acestea sunt utilizate în mod obișnuit în proiectele de crossover pentru difuzoare (datorită tensiunilor și curenților moderat de mari și a lipsei de acces ușor la sursa de alimentare), filtre în rețelele de distribuție a energiei electrice(datorită tensiunilor și curenților mari), ocolirea alimentației electrice(datorită costului redus și, în unele cazuri, a cerințelor de putere) și în diverse circuite discrete și de casă (datorită costului redus și simplității). Filtrele pasive sunt rare în proiectarea circuitelor integrate monoliticeunde dispozitivele active sunt ieftine în comparație cu rezistențele și condensatorii, iar bobinele de inductanță sunt prohibitive. Cu toate acestea, filtrele pasive sunt încă întâlnite în circuitele integrate hibride. Într-adevăr, poate că dorința de a include un filtru pasiv îl determină pe proiectant să utilizeze un format hibrid.